# Ruben vs Geraldine
Ruben vs Geraldine is een televisieprogramma van BNN. Ruben Nicolai en Geraldine Kemper strijden tegen elkaar door middel van verschillende opdrachten. Het programma is een vervolg op Ruben vs Katja.
Het eerste seizoen begon op 3 november 2014 en speelde zich af in Canada. Het seizoen eindigde op 23 december 2014. De eindstand was 5-3 voor Ruben.

## Seizoen 1 (2014)
- Aflevering 1 – It's all about national television (Gewonnen door Geraldine)
- Aflevering 2 – It's all about brains (Gewonnen door Ruben)
- Aflevering 3 – It's all about wheels (Gewonnen door Ruben)
- Aflevering 4 – It's all about lumberjacks (Gewonnen door Geraldine)
- Aflevering 5 – It's all about paint (Gewonnen door Geraldine)
- Aflevering 6 – It's all about stunts (Gewonnen door Ruben)
- Aflevering 7 – It's all about survival (Gewonnen door Ruben)
- Aflevering 8 – It's all about time (Gewonnen door Ruben)

Aflevering 3 werd slechts gedeeltelijk uitgezonden omdat de laatste opdracht met een monstertruck niet is vertoond in verband met het dodelijke ongeluk met een monstertruck in Haaksbergen.